# Bogucino
Bogucino (deutsch Bogenthin) ist ein Dorf in der Woiwodschaft Westpommern in Polen. Es liegt in der Gmina Kołobrzeg (Landgemeinde Kolberg) im Powiat Kołobrzeski (Kolberger Kreis).

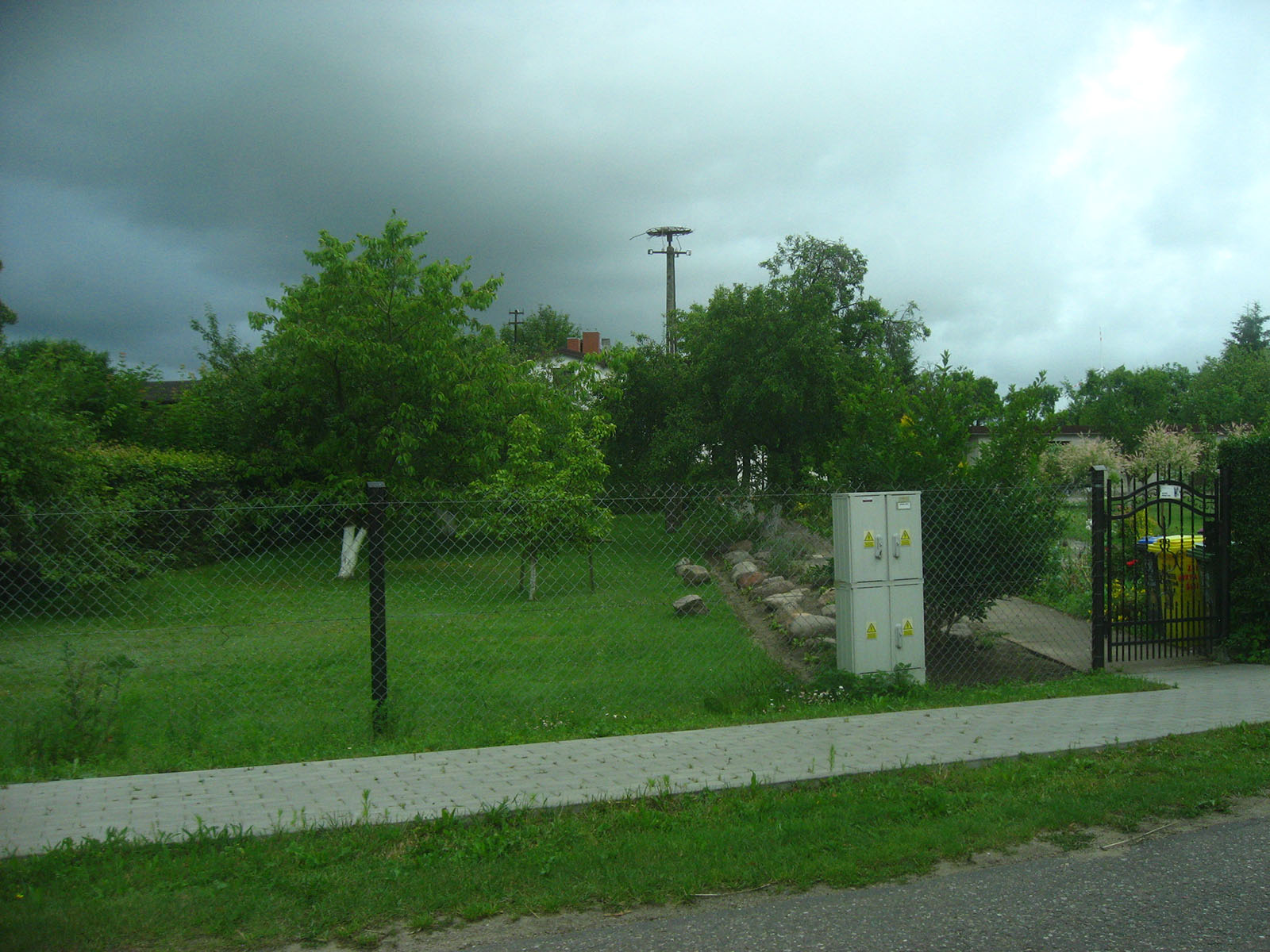
Ortsbild mit Storchennest (Aufnahme von 2014)

## Geographische Lage
Das Dorf liegt in Hinterpommern, etwa 105 Kilometer nordöstlich von Stettin und etwa 8 Kilometer südlich von Kolberg, am rechten Ufer der Persante.

## Geschichte
Die erste urkundliche Erwähnung des Dorfes stammt aus dem Jahre 1194. Damals bestätigte die pommersche Herzogin Anastasia, die Witwe von Herzog Bogislaw I., gemeinsam mit ihren jugendlichen Söhnen Bogislaw II. und Kasimir II. eine Schenkung, wonach das Dorf nach dem Tod Kasimirs an die Kolberger Marienkirche (Kolberger Dom) fallen sollte. Der Ortsname wurde damals „Bogutino“ geschrieben.  Nicht eindeutig ist, auf welchen Kasimir sich dies bezieht. Der Bearbeiter des Pommerschen Urkundenbuchs zieht den Kolberger Kastellan Kasimir († um 1220) in Betracht, einen Angehörigen einer Nebenlinie des Herzogshauses, der Swantiboriden. In einer Urkunde von 1219/1222 bestätigte Herzogin Ingardis, die Witwe von Herzog Kasimir II., die Schenkung und fügte die Dörfer „Gharin“ (Garrin) und „Zabow“ (wüst bei Garrin) hinzu. Herzog Wartislaw III., Sohn von Herzogin Ingardis, bestätigte in einer Urkunde aus dem Jahre 1253 die Schenkung und befreite zugleich die drei Dörfer von allen weltlichen Lasten, außer denen der Landesverteidigung. Das Dorf Bogenthin blieb in den folgenden Jahrhunderten im Besitz des Kolberger Domkapitels, es war ein sogenanntes Domkapitelsdorf.
Im Jahre 1363 legte das Kolberger Domkapitel einen Grenzstreit mit dem Besitzer des Nachbardorfes Pustar, dem Knappen Virislaw von Pustar, bei. Als Grenze zwischen beiden Dörfern wurde die „helle Beke“ festgelegt. Dieses Bachtal, später „Höllengrund“ genannt, blieb bis 1945 die Grenze zwischen den Gemeinden Bogenthin und Pustar.
Auf der Großen Lubinschen Karte des Herzogtums Pommern von 1618 ist der Ort als „Poggentin“ eingetragen.
In Ludwig Wilhelm Brüggemanns Ausführlicher Beschreibung des gegenwärtigen Zustandes des Königlich Preußischen Herzogtums Vor- und Hinterpommern (1784) ist Bogenthin unter den Dörfern des Kolberger Domkapitels aufgeführt. Damals gab es hier 9 Vollbauernstellen und insgesamt 10 Haushalte („Feuerstellen“).
Die Bogenthiner Mühle, eine am westlichen Ortsrand gelegene Wassermühle, hatte ihre eigene Besitzgeschichte: Sie erschien erstmals 1276 als Besitz des Kolberger Domkapitels und war dann der 1474 gegründeten Domkantorei zugewiesen. Später erwarb das Nonnenkloster Kolberg die Mühle. In Ludwig Wilhelm Brüggemanns Ausführlicher Beschreibung (1784) ist unter den Orten des Amtes Kolberg die „Wassermühle in dem Colbergschen Capitulsdorfe Bogenthin“ aufgeführt.
Um 1860 gab es in Bogenthin 21 Wohnhäuser, ein Schulhaus, ein Armenhaus, eine Wassermühle, eine Windmühle und 31 Ställe und Scheunen. Es wurden 54 Pferde, 135 Rinder, 764 Schafe und 14 Schweine gehalten.
Bis 1945 gehörte die Landgemeinde Bogenthin zum Landkreis Kolberg-Körlin in der preußischen Provinz Pommern. In der Gemeinde gab es keine weiteren benannten Wohnplätze.
Gegen Ende des Zweiten Weltkriegs wurde Bogenthin durch die Rote Armee eingenommen. 1945 kam Bogenthin, wie ganz Hinterpommern, an Polen. Die Bevölkerung wurde vertrieben und durch Polen ersetzt. Der Ortsname wurde zu „Bogucino“ polonisiert. Heute gehört der Ort zur Gmina Kołobrzeg (Landgemeinde Kolberg).

## Entwicklung der Einwohnerzahlen
- 1816: 127[8]
- 1864: 246[8]
- 1871: 240[8]
- 1905: 217[8]
- 1919: 221[8]
- 1933: 178[8]
- 1939: 188[8]

## Söhne und Töchter des Ortes
- Heinrich Braasch (1902–1941), deutscher Verwaltungsjurist und Landrat